# Paracotis
Paracotis is een geslacht van vlinders van de familie spanners (Geometridae), uit de onderfamilie Ennominae.

## Soorten
- P. bipandata Prout, 1915
- P. cataiimena Prout, 1915
- P. hyrax Townsend, 1952
- P. sabinei Prout, 1915
- P. seydeli Prout, 1934
- P. syntropha Prout, 1931
- P. werneri Rebel, 1917